# 竹尾歩美
竹尾 歩美（たけお あゆみ、9月2日 - ）は、日本の元女性声優。三重県出身。

## 人物
趣味は、映画鑑賞、東京散策。特技は、バスケットボール。
シグマ・セブン養成所19期生。同期に千葉翔也、森永千才がいる。
2016年7月より放送されたテレビアニメ『NEW GAME!』では、声の出演と共に、共演する高田憂希、山口愛、戸田めぐみとの4人組「fourfolium」として、番組の主題歌を歌う。
竹尾にとってこれが初の楽曲の録音だった。
2021年10月1日、自身のインスタグラムにて9月末をもって所属事務所のシグマ・セブンを退所し、声優活動から引退したことを発表した。
引退後は名古屋を中心に声優講師活動をしている。

## 後任
竹尾の引退に伴い、持ち役を引き継いだ声優は以下の通り。
| 後任     | 役名         | 概要作品       | 後任の初担当作品     |
| -------- | ------------ | -------------- | -------------------- |
| 鶴見ゆき | 奥飛騨五十鈴 | 『温泉むすめ』 | 2022年1月7日更新以降 |

## 出演
太字はメインキャラクター。

### テレビアニメ
2011年
- ドラゴンクライシス!
- まよチキ!（執事喫茶の客達）

2015年
- 血液型くん!2（女子生徒）

2016年
- 三者三葉（女子D）
- 学戦都市アスタリスク（女の子A 、子供A ）
- アイカツスターズ!（沙浄絵理）
- NEW GAME!（2016年 - 2017年、飯島ゆん） - 2シリーズ
- 91Days（子供）
- 灼熱の卓球娘（新聞部女子、鐘梨まゆう）
- タイムボカン24（TV魔法少女）

2017年
- CHAOS;CHILD（女子A）
- ひなろじ〜from Luck & Logic〜（生徒、店員、夕子の担任、おまかせあーれ3号、後輩）
- クラシカロイド（社員）

2018年
- 伊藤潤二『コレクション』（女子1 ）
- Butlers〜千年百年物語〜（白咲花純、女子生徒）
- アイカツフレンズ!（部長）

2019年
- まちカドまぞく（女子）
- 星合の空（女子生徒）
- 放課後さいころ倶楽部
- ソードアート・オンライン アリシゼーション War of Underworld（暗黒術師）

2020年
- マギアレコード 魔法少女まどか☆マギカ外伝（噂好きの女学生A ）

2021年
- ドラえもん（テレビ朝日版第2期）（女性）
- 舞妓さんちのまかないさん（舞妓）

### 劇場アニメ
- 劇場版 Fate/kaleid liner プリズマ☆イリヤ 雪下の誓い（2017年、町人）
- ぼくらの7日間戦争（2019年、瑞樹）

### ゲーム
2017年
- NEW GAME! -THE CHALLENGE STAGE!-（飯島ゆん）
- クイズRPG 魔法使いと黒猫のウィズ（ステイシー・マーキュリー）
- 戦国アスカZERO（飯島ゆん）
- ガールズ&パンツァー 戦車道大作戦！（飯島ゆん）
- きららファンタジア（飯島ゆん）

2018年
- プレカトゥスの天秤（タバサ・ニーブロム）

2021年
- 少女キャリバー.io（小狐丸）

### ラジオ
※はインターネット配信。
- RADIO NEW GAME! 〜イーグルジャンプの進捗報告会!〜（2017年、HiBiKi Radio Station※）月替わりパーソナリティ

### デジタルコミック
- dTV アイアムアヒーロー（2016年、早狩比呂美）
- dTV バトルスタディーズ（2018年、広瀬サクラ）
- 怨霊奥様（2020年、戸井胡桃）

### その他コンテンツ
- 温泉むすめ（奥飛騨五十鈴〈初代〉[14]）

## ディスコグラフィ

### キャラクターソング
| 発売日   | 商品名                                         | 歌                                             | 楽曲                                                                                   | 備考                                                         |
| 2016年   | 2016年                                         | 2016年                                         | 2016年                                                                                 | 2016年                                                       |
| -------- | ---------------------------------------------- | ---------------------------------------------- | -------------------------------------------------------------------------------------- | ------------------------------------------------------------ |
| 7月27日  | SAKURAスキップ                                 | fourfolium                                     | 「SAKURAスキップ」                                                                     | テレビアニメ『NEW GAME!』オープニングテーマ                  |
| 7月27日  | SAKURAスキップ                                 | fourfolium                                     | 「Shake!」                                                                             | テレビアニメ『NEW GAME!』関連曲                              |
| 7月27日  | Now Loading!!!!                                | fourfolium                                     | 「Now Loading!!!!」                                                                    | テレビアニメ「NEW GAME!」エンディングテーマ                  |
| 7月27日  | Now Loading!!!!                                | fourfolium                                     | 「ほっしーの！」                                                                       | テレビアニメ『NEW GAME!』関連曲                              |
| 2017年   |                                                |                                                |                                                                                        |                                                              |
| 1月25日  | NEW GAME! キャラクターソングCD Lv.5            | 飯島ゆん（竹尾歩美）                           | 「Sweet Everyday」                                                                     | テレビアニメ『NEW GAME!』関連曲                              |
| 2月8日   | Now Singing♪♪♪♪                                | fourfolium                                     | 「ググッとワーク☆彡」                                                                  | ゲーム『NEW GAME! -THE CHALLENGE STAGE!-』オープニングテーマ |
| 2月8日   | Now Singing♪♪♪♪                                | fourfolium                                     | 「向上上々ハイジャンプ↑↑↑↑」                                                           | ゲーム『NEW GAME! -THE CHALLENGE STAGE!-』エンディングテーマ |
| 2月8日   | Now Singing♪♪♪♪                                | 飯島ゆん（竹尾歩美）                           | 「あめのちほしぞら」                                                                   | テレビアニメ『NEW GAME!』関連曲                              |
| 2月22日  | 灼熱の卓球娘 ダブルスソングシリーズ6 鐘梨&公子 | 鐘梨まゆう（竹尾歩美）&羽無公子（大坪由佳）    | 「Deko Boko Buddy」 「もず山中学校校歌 鐘梨&公子ver.」                                 | テレビアニメ『灼熱の卓球娘』関連曲                           |
| 7月26日  | STEP by STEP UP↑↑↑↑                            | fourfolium                                     | 「STEP by STEP UP↑↑↑↑」                                                                | テレビアニメ『NEW GAME!!』オープニングテーマ                 |
| 7月26日  | STEP by STEP UP↑↑↑↑                            | fourfolium                                     | 「ススメRunner!!」                                                                     | テレビアニメ『NEW GAME!!』関連曲                             |
| 7月26日  | JUMPin' JUMP UP!!!!                            | fourfolium                                     | 「JUMPin' JUMP UP!!!!」 「ユメイロコンパス」                                           | テレビアニメ『NEW GAME!!』エンディングテーマ                 |
| 9月27日  | VOCAL STAGE 4                                  | 飯島ゆん（竹尾歩美）                           | 「Piece of Peace」                                                                     | テレビアニメ『NEW GAME!!』関連曲                             |
| 12月22日 | NEW GAME!! キャラクターソングCD Rank.4         | 飯島ゆん（竹尾歩美）                           | 「Heart Restart」 「STEP by STEP UP↑↑↑↑」 「JUMPin' JUMP UP!!!!」 「ユメイロコンパス」 | テレビアニメ『NEW GAME!!』関連曲                             |
| 2018年   |                                                |                                                |                                                                                        |                                                              |
| 1月24日  | SINGin' SING UP♪♪♪♪                            | 篠田はじめ（戸田めぐみ）、飯島ゆん（竹尾歩美） | 「カラフル☆フュージョン」                                                              | テレビアニメ『NEW GAME!!』関連曲                             |

### シリーズ一覧
1. ↑  第1期（2016年）、第2期『NEW GAME!!』（2017年）

### ユニットメンバー
1. 1 2 3  涼風青葉（高田憂希）、滝本ひふみ（山口愛）、篠田はじめ（戸田めぐみ）、飯島ゆん（竹尾歩美）